# Anastoechus turanicus
Anastoechus turanicus är en tvåvingeart som beskrevs av Paramonov 1926. Anastoechus turanicus ingår i släktet Anastoechus och familjen svävflugor. Inga underarter finns listade i Catalogue of Life.